# Chloroclystis semiscripta
Chloroclystis semiscripta är en fjärilsart som beskrevs av W. Warren 1906. Chloroclystis semiscripta ingår i släktet Chloroclystis och familjen mätare. Inga underarter finns listade i Catalogue of Life.